# Shetlandsanka
Shetlandsanka är en brittisk ras av tamand med ursprung på Shetlandsöarna i norra Skottland. Den är akut hotad. Shetlandsankan är en liten, härdig ras av tamanka. Den har likheter med pommersk anka och svensk blå anka. 
Shetlandsankan är svart med vit hake. Ankbonden har himmelsblå näbb och honorna skifferblå näbbar. Medelvikten för Shetlandsankan är 2 kg för hanarna och 1,8 kg för honorna. Arten är akut hotad. Den är inte erkänd av Poultry Club of Great Britain eller av Entente Européenne, men faller under British Waterfowl Association. Det är en av de sexton brittiska ankraserna, vars bevarandestatus listades som "prioriterad" av Rare Breeds Survival Trust 2025–2026, och en av tre shetlandsandraser som identifierats som "oroande" på den listan.

## Historik
Shetlandsand är en traditionell ras från Shetlandsöarna i norra Skottland. År 2002 uppskattades det totala antalet änder till 60–100 fåglar. Inga populationsdata har rapporterats sedan dess till DAD-IS, där dess bevarandestatus år 2025 listades som "okänd". Liksom alla inhemska brittiska ankoraser listades den som "prioriterad" på Rare Breeds Survival Trusts bevakningslista för 2025–2026.

## Kännetecken
Shetlandsanka är en liten, härdig ras; den är aktiv och söker föda bra. Den liknar till utseendet den svarta (outspädda) varianten av den svenska blåankan, med svart fjäderdräkt där svensk blå ankan har blå; Den svarta fjäderdräkten har glansiga gröna och blå ljus i sig. Fåglarna har vanligtvis en vit haklapp och kan ha lite vitt på huvudet; De kan bli blekare med åldern, i vissa fall nästan helt vita. Näbben och benen är svarta hos ankan: hos ankan kan benen ha en viss orange färg, och näbben kan ha en gulaktig färg.